# Micropterix aureatella
Micropterix aureatella és una espècie d'arna de la família Micropterigidae. Va ser descrita per Scopoli l'any 1763.
Es pot trobar a la Zona paleàrtica (d'Europa al Japó) exceptuant el nord d'Àfrica.
L'envergadura és 9-11 mm. El color de base de les ales anteriors és morat o bronze amb dues bandes daurades i una taca ovalada cap a la punta de l'ala.
Tinea merianella [Denis & Schiffermüller], 1775 és molt probablement un sinònim de sócicropterix aureatella. El tipus de T. merianella va ser destruït en un incendi el 1848 i això fa que sigui difícil de determinar si l'espècie és de fet un sinònim.

## Subespècies
- Micropterix aureatella aureatella
- Micropterix aureatella junctella Weber, 1945
- Micropterix aureatella shikotanica Kozlov, 1988